# Cazevieille
Cazevieille är en kommun i departementet Hérault i regionen Occitanien i södra Frankrike. Kommunen ligger i kantonen Les Matelles som tillhör arrondissementet Montpellier. År 2022 hade Cazevieille 228 invånare.

## Befolkningsutveckling
Antalet invånare i kommunen Cazevieille
Referens:INSEE